# Британское межпланетное общество
Британское межпланетное общество (англ. British Interplanetary Society) — первая организация, целью которой были заявлены исключительно космические исследования, развитие и поддержка космонавтики. Основано в 1933 году П. Клеатором.
В 1936 году Британское межпланетное общество насчитывало 100 членов, в этом же году при обществе был организован Технический комитет, в задачи которого входили исследования в области проектирования и оборудования космических кораблей. К 1939 году членами общества был разработан детальный проект космического корабля, рассчитанного на экипаж из 3 человек и предназначенный для 20-дневной экспедиции на Луну. В послевоенные годы были организованы исследовательские группы с целью теоретической разработки таких вопросов космонавтики, как проекты космической станции, скафандр космонавта, встречи и заправки космического летательного аппарата на орбите, использование ядерной энергии для ракетного двигателя, создание глобальной системы связи с ИСЗ и т. д. В 1950 году состоялся 1-й Международный астронавтический конгресс в Париже, организованный Британским и Немецким межпланетными обществами, на 2-м конгрессе в Лондоне был принят устав Международной астронавтической федерации.
Общество издаёт «Журнал Британского межпланетного общества» (Journal of the British Interplanetary Society; издается с 1934 года) и журнал «Spaceflight» (с 1956 года), организует тематические симпозиумы.
Одним из председателей Общества был известный писатель Артур Кларк.